# Jean de Prémonville
Jean-Antoine-Léon de Prémonville de Maisonthou, né le 24 novembre 1805 à Paris et mort le 4 février 1877 à Paris 7e, est un officier général français du XIXe siècle.

## Biographie
Fils d'un directeur du service des contrôleurs aux recettes des contributions directes de Paris, il s'engage à 19 ans dans l'armée. Il est nommé brigadier l'année suivante et envoyé à l'École de cavalerie de Saumur. Il va gravir successivement tous les échelons de la hiérarchie, jusqu'au grade de général de division, et faire la plupart des campagnes militaires de l'époque.

### En Algérie
De 1832 à 1849, il participe aux campagnes de la conquête de l'Algérie. Il s'y fait particulièrement distinguer aux combats contre la tribu pillarde des Haractas. Les Haractas furent atteints, le 2 avril 1840, sur les bords de l'oued Meskiana. Cette rivière séparait les deux partis. Les spahis de Constantine la franchirent immédiatement, abordèrent l’ennemi avec la plus grande résolution et l'action devint des plus vives. Le lieutenant Lepic, digne fils d'un des plus braves généraux de l'Empire, tomba frappé mortellement. M. de Prémonville fut atteint de deux coups de feu presque à bout portant. Plusieurs spahis furent tués à ses côtés. Il se distingue aussi le 24 avril 1844, à la tête du 2e escadron du 3e régiment de chasseurs d'Afrique, dans l'expédition contre la tribu des Ouled-Soltan.

### A la Gendarmerie
Jean de Prémonville est nommé chef d'escadron, puis lieutenant colonel en 1852, à la Garde Républicaine de Paris. En 1855, avec le grade de colonel, il commande le régiment de gendarmes à pied de la Garde Impériale, créé en mai 1854 et composé de trois bataillons. Il est avec son régiment en Orient, du 26 juillet au 16 novembre 1855, à la guerre de Crimée. Il en reste le chef de corps jusqu'en 1859. Il est ensuite nommé général de brigade et inspecteur général de la Gendarmerie, fonction qu'il occupe jusqu'en 1870. Il est promu général de division en 1866 et élevé à la dignité de grand officier de la Légion d'honneur en 1869.

### Guerre franco-prussienne
La guerre de 1870 entraîne le retour sur le terrain du général de Prémonville. Léon Gambetta, ministre de l'Intérieur et de la Guerre du Gouvernement de la Défense nationale l'appelle le 5 octobre 1870 au commandement de la place fortifiée de Besançon. Il s'y trouve dès son arrivée dans une situation difficile. Les défenses de la place sont devenues insuffisantes. Il n'est plus possible, après la capitulation Sedan et celle de Metz d'espérer une contre-offensive française. La défense de la place ne peut se faire  qu'avec ses seuls moyens. Or, les Prussiens disposent d'une artillerie de siège redoutable,, avec des canons d'une portée de 6,6 km. Les fortifications de Vauban et celles construites ensuite sont maintenant insuffisantes pour empêcher à cette distance le bombardement de la ville. Le général de Prémonville  entreprend aussitôt la mise en place en urgence d'une ceinture de forts à 7 km de la ville, dont la réalisation est confiée à son directeur des fortifications, le colonel Xavier Benoît. Des redoutes et des batteries d'intervalles sont prévues sur un périmètre de 40 kilomètres, sur les collines et les crêtes.  Vu l'urgence, les travaux portent en premier lieu sur l'aménagement  des plateformes de batteries et de leurs levées de terre et fossés de protection.
Cependant, les moyens militaires de la place sont insuffisants et les travaux n'avancent pas au rythme espéré, alors que l'ennemi peut attaquer la place forte à tout moment. Le général parait un peu âgé. Extrait du cadre de réserve, il atteint ses 65 ans. Si son patriotisme ne fait pas de doute, il n'est pas non plus très bien accueilli par les milieux républicains de Besançon, qui voient d'abord en lui un général de Napoléon III, ayant de plus capitulé à Sedan. Prémonville reçoit le renfort d'un capitaine de vaisseau de 49 ans, Marius Rolland, commandant de la subdivision de Haute-Saône, un dur à cuire de la marine, qui s'est mis à sa disposition et s'impose rapidement pour mobiliser toutes les énergies. Rolland apporte aussi 20 pièces de marine à longue portée, servies par des matelots dévoués corps et âmes. Il fait aussi appel aux civils, qu'il mobilise en grand nombre. Le programme s'accélère ainsi fortement.
Le 3 décembre 1870, le général de Prémonville est nommé commandant de la 21e division militaire et part à Limoges. Le décret de nomination parait faire suite à une pétition envoyée le 28 novembre à Léon Gambetta par des officiers et des notables bisontins, demandant la nomination du capitaine de vaisseau Marius Rolland. Ce dernier est effectivement promu général de division à titre provisoire et nommé commandant de la place de Besançon  et de la 7e division. 
Le général de Prémonville reste à la 21e division jusqu'au 21 mars 1871 et passe dans le cadre de réserve le 21 avril 1871.
Il se retire dans son hôtel familial parisien où il meurt à l'âge de 74 ans. Il avait trois enfants de son épouse Marie Froelicher, fille de l'architecte Joseph-Antoine Froelicher. Ses obsèques ont lieu à Église Saint-Pierre-du-Gros-Caillou, où les honneurs militaires lui sont rendus. Il repose au cimetière du Montparnasse à Paris.

## Décorations
France
 Grand officier de la Légion d'honneur.
 Empire ottoman
 3e classe dans l'ordre du Médjidié
 Tunisie
 Chevalier de 1re classe du Nichan Iftikhar
 Royaume de Sardaigne
 Médaille de la valeur militaire (Sardaigne).
 Royaume-Uni de Grande-Bretagne et d'Irlande
 Médaille de Crimée.

## Sources
- Historique de la Garde impériale, en ligne.
- Auguste Castan, "Journal tenu pendant la guerre de 1870-71", 18 p. , Revue d'histoire du XIXe  siècle, en ligne.
- Général Hilarion de Forsanz, Le 3e régiment de chasseurs d'Afrique, 425 p., Berger-Levrault, Paris, 1888, en ligne.
- Archives militaires, SHD.